# Clase Bagley
La clase Bagley de ocho destructores fue construida para la Armada de los Estados Unidos. Eran parte de una serie de destructores de la USN limitados a 1.500 toneladas de desplazamiento estándar por el Tratado Naval de Londres y construidos en la década de 1930. Los ocho barcos se ordenaron y colocaron en 1935 y posteriormente se completaron en 1937. Su diseño se basó en el diseño del destructor de clase Gridley construido simultáneamente y también era similar a la clase Benham; las tres clases se destacaron por incluir dieciséis tubos de torpedos de 21 pulgadas (533 mm), el armamento de torpedos más pesado que jamás haya tenido un destructor estadounidense. Conservaron las centrales eléctricas de bajo consumo de combustible de los destructores de la clase Mahan y, por lo tanto, tenían una velocidad ligeramente inferior a la de los Gridley. Sin embargo, tenían el alcance extendido del Mahan, 1400 millas náuticas (2600 km) más que el Gridley. Los destructores de la clase Bagley se distinguían fácilmente visualmente por la prominente canalización externa de las tomas de la caldera alrededor de su única chimenea.
Los ocho destructores de la clase Bagley estuvieron presentes en el ataque a Pearl Harbor el 7 de diciembre de 1941. Todos sirvieron en el Pacífico durante la Segunda Guerra Mundial, con Jarvis, Blue y Henley perdidos en combate. En 1944, Mugford sufrió grandes daños por un golpe kamikaze que la dejó fuera de combate durante seis meses. Ralph Talbot más tarde recibió un hit kamikaze frente a Okinawa. Después de la guerra, Bagley , Helm y Patterson fueron dados de baja en 1945 y desguazados en 1947. Mugford y Ralph Talbot, todavía en comisión, fueron objetivos durante las pruebas de la bomba atómica Operation Crossroads en el atolón de Bikini en 1946. Contaminados por la radiación, fueron hundidos en Kwajalein en 1948.